# Capilla de Nuestra Señora de Loreto
La "Capilla de Nuestra Señora de Loreto", llamada también "Capilla de Lourdes" es una iglesia católica ubicada al costado de la Iglesia de la Compañía en el centro histórico de la ciudad del Cusco, Perú. Está ubicada en la Plaza de Armas de dicha ciudad.
Desde 1972 el inmueble forma parte de la Zona Monumental del Cusco declarada como Monumento Histórico del Perú. Asimismo, en 1983 al ser parte del casco histórico de la ciudad del Cusco, forma parte de la zona central declarada por la UNESCO como Patrimonio Cultural de la Humanidad.

## Historia
Cuando en 1571 se proyectó la construcción de la primera Iglesia de la Compañía, se construyeron dos capillas laterales a la misma. Luego del terremoto de 1650 en el que dicho edificio tuvo que ser derrumbado, se dispuso la construcción de ambas capillas laterales, cada cual con su propia puerta hacia la plaza y otra que comunicaba con el templo principal. La construcción se inició en 1651 y culminó en 1653 aunque en la fachada existe una inscripción que señala que fue culminada en 1654. Las obras estuvieron a cargo del fraile Juan Bautista Egidiano. La Capilla de Nuestra Señora de Loreto se construyó en la esquina que hacía la plaza con la calle Intik'ijllu. Su finalidad era atender el culto de los indios. Fue consagrada a la Virgen de Loreto y tuvo ese nombre hasta 1894 cuando los obispos Pedro José Tordoya y Juan Antonio Falcón cambiaron su advocación a la Virgen de Lourdes.

#### Libros y Publicaciones
- Angles Vargas, Víctor (1983). Historia del Cusco (Cusco Colonial) Tomo II Libro Primero. Lima: Industrialgrafica S.A.
- Kubler, George (1953). «Cuzco Reconstrucción de la ciudad y restauración de sus monumentos Informe de la misión enviada por la Unesco en 1951». UNESCO. Consultado el 26 de agosto de 2019.

- Datos: Q78095797
- Multimedia: Capilla de Loreto / Q78095797